# Dicranodontium tanganyikae
Dicranodontium tanganyikae är en bladmossart som beskrevs av J. Taylor och Potier de la Varde 1954. Dicranodontium tanganyikae ingår i släktet Dicranodontium och familjen Dicranaceae. Inga underarter finns listade i Catalogue of Life.